# アパチートゥイ

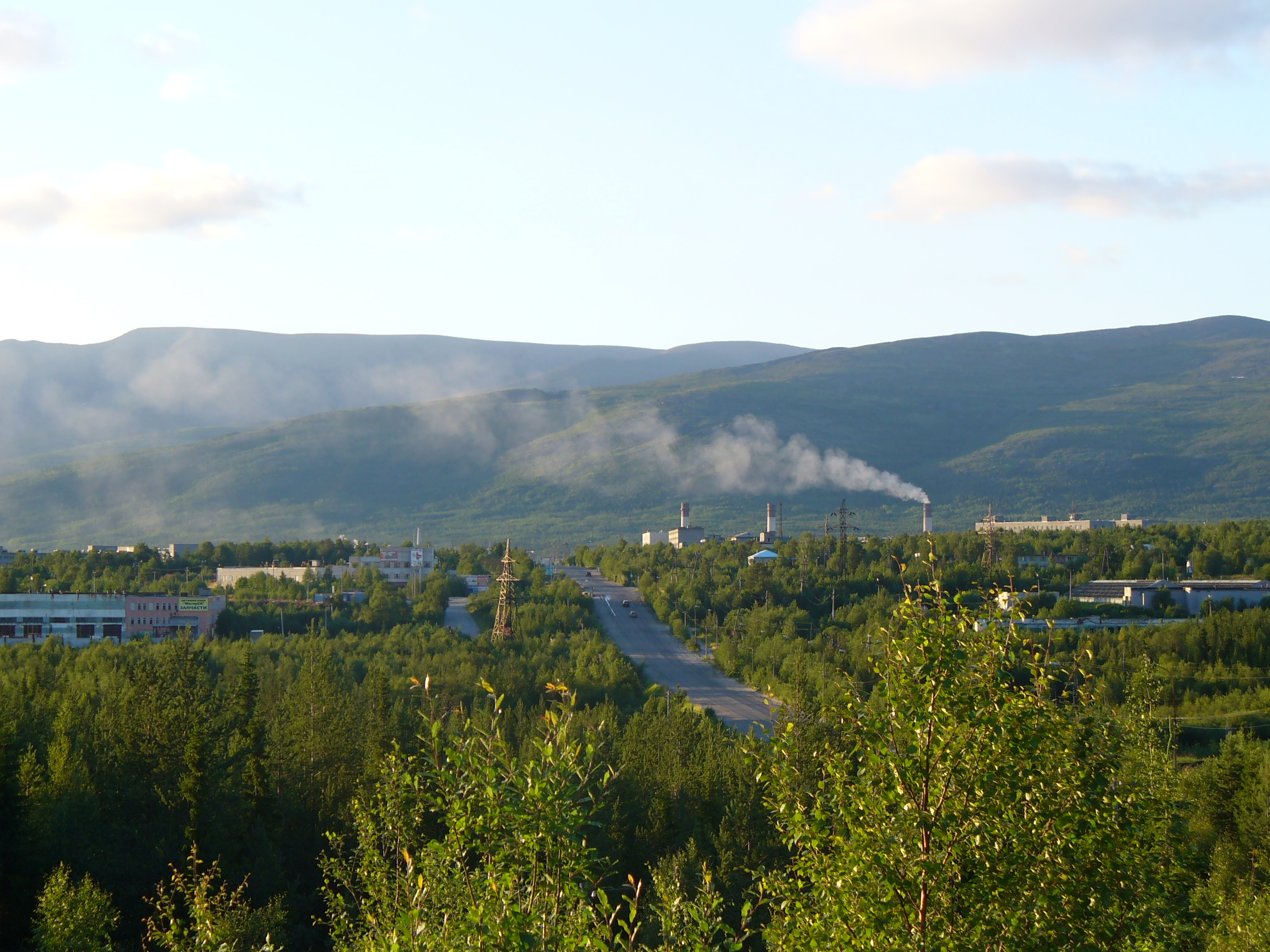
アパチートゥイの工場とヒビヌイ山脈

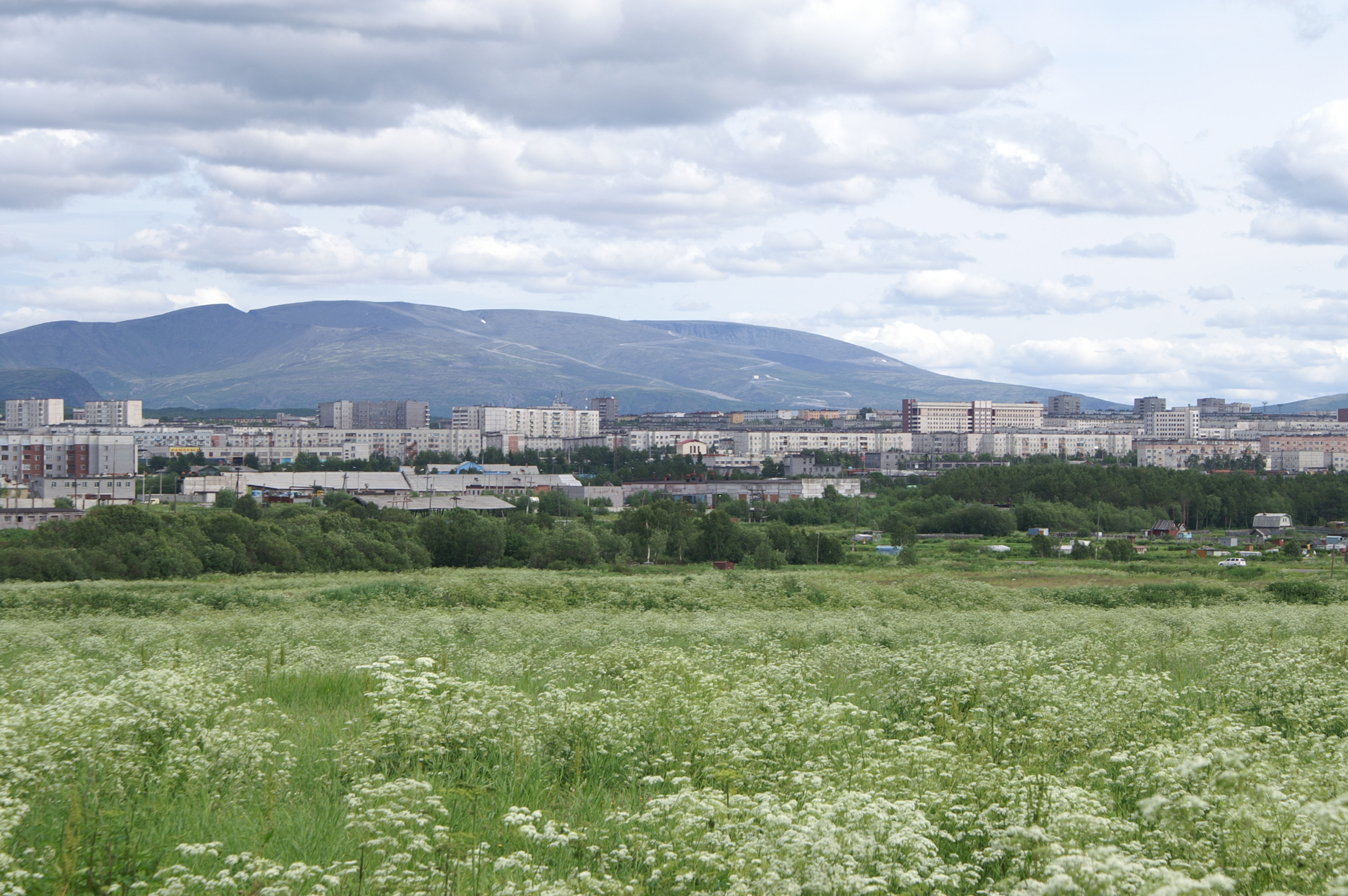
ヒビヌイ山脈を背景にしたアパチートゥイの街並み

アパチートゥイ（アパチトゥイ、ロシア語:Апати́ты；ラテン文字転写の例:Apatity；）は、ロシア連邦・ムルマンスク州の都市。人口は4万9647人（2021年）。
州都ムルマンスクから南へ185キロメートル。最寄りの都市キロフスクからは西へ23キロメートル。北極海に突き出たコラ半島の西部に位置する。イマンドラ湖とヒビヌイ山脈（Khibiny Massif）の間にある。
アパチートゥイは1935年に鉱山集落として建設され、1966年に市の地位を得た。市名は、この地域でふんだんにとれる鉱物のひとつ、「燐灰石」（アパタイト）にちなむ。燐灰石は化学肥料（リン酸塩）の原料に使用される。

## 産業
国有・私有の様々な企業・機関があるが、アパチートゥイの最大の雇用主は合本会社「アパチート」（Joint Stock Company "Apatit"）で、ヨーロッパおよびロシアでは最大級の鉱業・冶金企業である。またアパチートゥイは科学研究都市でもあり、ロシア科学アカデミー・コラ科学センター（KSC RAS）の11の研究所がある。
空港は隣接するキロフスクとの間にヒビーヌイ空港があるほか、ベロモルスク＝ムルマンスク間の鉄道の駅がある。

## 博物館
アパチートゥイには鉱物・地質関係の博物館が多くある。
- ヨーロッパ・ロシア北部調査・開発博物館（KSC RAS国際文化センター）
- 地方研究・地方史博物館（市営）
- 地質博物館（KSC RAS地質学研究所）
- 鉱物学博物館（KSC RAS地質学研究所）

## 姉妹都市
- アルタ（ノルウェー）
- ボーデン（スウェーデン）
- Keminmaa（フィンランド）